# Laportea perrieri
Laportea perrieri är en nässelväxtart som beskrevs av Jacques Désiré Leandri. Laportea perrieri ingår i släktet Laportea och familjen nässelväxter. Inga underarter finns listade i Catalogue of Life.